# Hycleus quadriguttata
Hycleus quadriguttata is een keversoort uit de familie van oliekevers (Meloidae). De wetenschappelijke naam van de soort is voor het eerst geldig gepubliceerd in 1786 door Wulff.